# Tarmo Oja
Tarmo Oja (Tallinn, 21 dicembre 1934 – Uppsala, 18 novembre 2024) è stato un astronomo svedese.

## Biografia
Professore di astronomia presso l'Università di Uppsala, in Svezia, vi studiò la struttura delle galassie e le stelle variabili.
Tarmo Oja è morto nel 2024, all'età di 89 anni. 

## Omaggi
- L'asteroide 5080 Oja prende il nome da lui.